# Liste der Monuments historiques in Épinay-Champlâtreux
Die Liste der Monuments historiques in Épinay-Champlâtreux führt die Monuments historiques in der französischen Gemeinde Épinay-Champlâtreux auf.

## Liste der Bauwerke
| Bezeichnung          | Beschreibung              | Standort | Kennzeichnung | Schutzstatus | Datum | Bild           |
| -------------------- | ------------------------- | -------- | ------------- | ------------ | ----- | -------------- |
| Schloss Champlâtreux | Erbaut im 18. Jahrhundert | (Lage)   | PA00080055    | Classé       | 1989  | weitere Bilder |

## Liste der Objekte
- Monuments historiques (Objekte) in Épinay-Champlâtreux in der Base Palissy des französischen Kultusministeriums